# Rajkut
Rajkut (nep. राजकुट) – gaun wikas samiti w zachodniej części Nepalu w strefie Dhawalagiri w dystrykcie Baglung. Według nepalskiego spisu powszechnego z 2011 roku liczył on 558 gospodarstw domowych i 2689 mieszkańców (1548 kobiet i 1141 mężczyzn).